# Ferrocarril Kita-Osaka Kyuko
La compañía Ferrocarril Kita-Osaka Kyuko (北大阪急行電鉄 Kita Ōsaka Kyūkō Dentetsu) es una compañía de ferrocarriles con sede en Osaka, Japón. Este compañía tiene una línea de ferrocarril, la Línea Namboku (南北線 Nanboku-sen); ese línea opera como una extensión de la línea Midōsuji del Metro de Osaka.

## Historia
La línea Namboku fue inaugurada en el 24 de febrero de 1970 para conectar la estación Esaka de la línea Midōsuji con el sitio del Expo '70 en la ciudad de Suita. Durante la exposición, la terminal norte de la línea fue la estación  Bankokuhaku-chūōguchi. Cuando la exposición fue terminado en el 14 de septiembre de ese año, la terminal norte de la línea fue cambiado a la estación subterránea Senri-Chuo en la ciudad de Toyonaka; las vías del tren en el sitio de la exposición fue demolido. Este línea iba a ser construido como una extensión de la línea Midōsuji, pero este extensión fue localizando fuera de la ciudad de Osaka y hubo problemas de expropiación.
La construcción de una extensión de la línea de la estación Senri-Chuo a la estación Shin-Minoo comenzó en el 19 de enero de 2017; este extensión abrirá en el año 2020.

## Estaciones
| Código | Estación               | Japonés        | Longitud (km) | Transferencias                                     | Ubicación | Ubicación           |
| ------ | ---------------------- | -------------- | ------------- | -------------------------------------------------- | --------- | ------------------- |
| M06    | Minoh-kayano           | 箕面萱野       | 0.0           |                                                    | Minō      | Prefectura de Osaka |
| M07    | Minoh-semba Handai-mae | 箕面船場阪大前 | 1.1           |                                                    | Minō      | Prefectura de Osaka |
| M08    | Senri-Chūō             | 千里中央       | 2.5           | Monorraíl de Osaka                                 | Toyonaka  | Prefectura de Osaka |
| M09    | Momoyama-dai           | 桃山台         | 4.5           |                                                    | Suita     | Prefectura de Osaka |
| M10    | Ryokuchi-kōen          | 緑地公園       | 6.5           |                                                    | Toyonaka  | Prefectura de Osaka |
| M11    | Esaka                  | 江坂           | 8.4           | Metro de Osaka Línea Midōsuji (servicio recíproco) | Suita     | Prefectura de Osaka |